# Kanton Faucogney-et-la-Mer
Faucogney-et-la-Mer is een voormalig kanton van het Franse departement Haute-Saône. Het kanton maakte deel uit van het arrondissement Lure. Het werd opgeheven bij decreet van 17 februari 2014 met uitwerking op 22 maart 2015.

## Gemeenten
Het kanton Faucogney-et-la-Mer omvatte de volgende gemeenten:
- Amage
- Amont-et-Effreney
- Beulotte-Saint-Laurent
- La Bruyère
- Corravillers
- Esmoulières
- Faucogney-et-la-Mer (hoofdplaats)
- Les Fessey
- La Longine
- La Montagne
- La Proiselière-et-Langle
- Raddon-et-Chapendu
- La Rosière
- Saint-Bresson
- Sainte-Marie-en-Chanois
- La Voivre